# Джек Шаркі
Джек Шаркі (англ. Jack Sharkey, справжнє ім'я Джозеф Пол Зукаускас ,англ. Joseph Paul Zukauskas, власне Юозас Жукаускас, лит. Juozas Žukauskas; 26 жовтня 1902, Бінгемтон, штат Нью-Йорк, США — 17 серпня 1994, Беверлі, Массачусетс, США) — американський боксер-професіонал, чемпіон світу (1932—1933) у важкій вазі. В 1994 році був включений до Міжнародної зали боксерської слави.

## Біографія
Народився у сім'ї литовських переселенців. З 12 років розпочав самостійне трудове життя. Бокс почав займатися з 16 років як аматор. Виступав успішно, став чемпіоном національної гвардії. До професійного боксу перейшов у 1924 році, у віці 22 років. 21 липня 1927 року провів бій проти знаменитого Джека Демпсі і хоча програв йому нокаутом у сьомому раунді отримав визнання боксерської громадськості. Цей бій зібрав на той момент рекордну кількість глядачів — 75100, дохід понад 1 млн доларів.
Коли ринг залишив чемпіон світу Джин Танні у Шаркі з'явився шанс посісти його місце. Саме тоді німець Макс Шмелінг виграв звання чемпіона Європи і став другим претендентом на титул.
Бій Шаркі — Шмелінг відбувся 12 червня 1930 року. У четвертому раунді за заборонений удар нижче за пояс Шаркі був дискваліфікований, а нокаутований цим ударом Шмелінг отримав прізвисько «горизонтальний чемпіон».
Шаркі не залишив спроб виграти чемпіонський титул і 12 жовтня 1931 року він переміг основного претендента 120-кілограмового гіганта-італійця Прімо Карнеру.
21 червня 1932 року Шаркі став чемпіоном світу, дуже спірно перемігши Шмелінга у матчі-реванші. Отримав звання боксера року за версією журналу The Ring. Але правління його виявилося дуже коротким. 29 червня 1933 року в першому ж бою в ранзі чемпіона Шаркі втратив свій титул, програвши тому ж Прімо Карнеру нокаутом у шостому раунді.

## Цікаві факти
Джек Шаркі згадується у книзі Ільфа та Петрова Одноповерхова Америка у непривабливій ролі поліцейського агента-провокатора.